# Batalla de Vukovar
La batalla de Vukovar va ser un setge de 87 dies de la ciutat croata de Vukovar per part de l'Exèrcit Popular Iugoslau (JNA), que donava suport a diverses forces paramilitars sèrbies, entre l'agost i el novembre de 1991 durant la Guerra de la independència croata. Acabava amb la derrota de la Guàrdia Nacional Croata, la pràcticament total destrucció de Vukovar i la massacre o expulsió dels seus defensors i de la població no-sèrbia.
Abans de la Guerra de la independència croata, la ciutat barroca era una pròspera, comunitat mixta de croats, serbis i altres grups ètnics. Quan es produeix la dissolució de Iugoslàvia, el president de Sèrbia Slobodan Milošević i el president de Croàcia Franjo Tuđman van començar a fer política nacionalista. El 1990, es va iniciar una insurrecció armada per milícies serbies croates, amb el suport del govern serbi i grups paramilitars, que van prendre el control de les zones poblades per serbis de Croàcia. El JNA va començar a intervenir a favor de la rebel·lió i el conflicte va esclatar a la regió croata oriental d'Eslavònia el maig de 1991. A l'agost, el JNA va llançar un atac a gran escala contra el territori controlat per Croàcia a l'est d'Eslavònia, inclòsa Vukovar.
Encara que la batalla fou una pèrdua significativa i simbòlica per a Croàcia, que no va recobrar el control de la ciutat fins al 1998, també va ser una victòria molt costosa per al JNA, comportant un punt d'inflexió crucial en la guerra global.

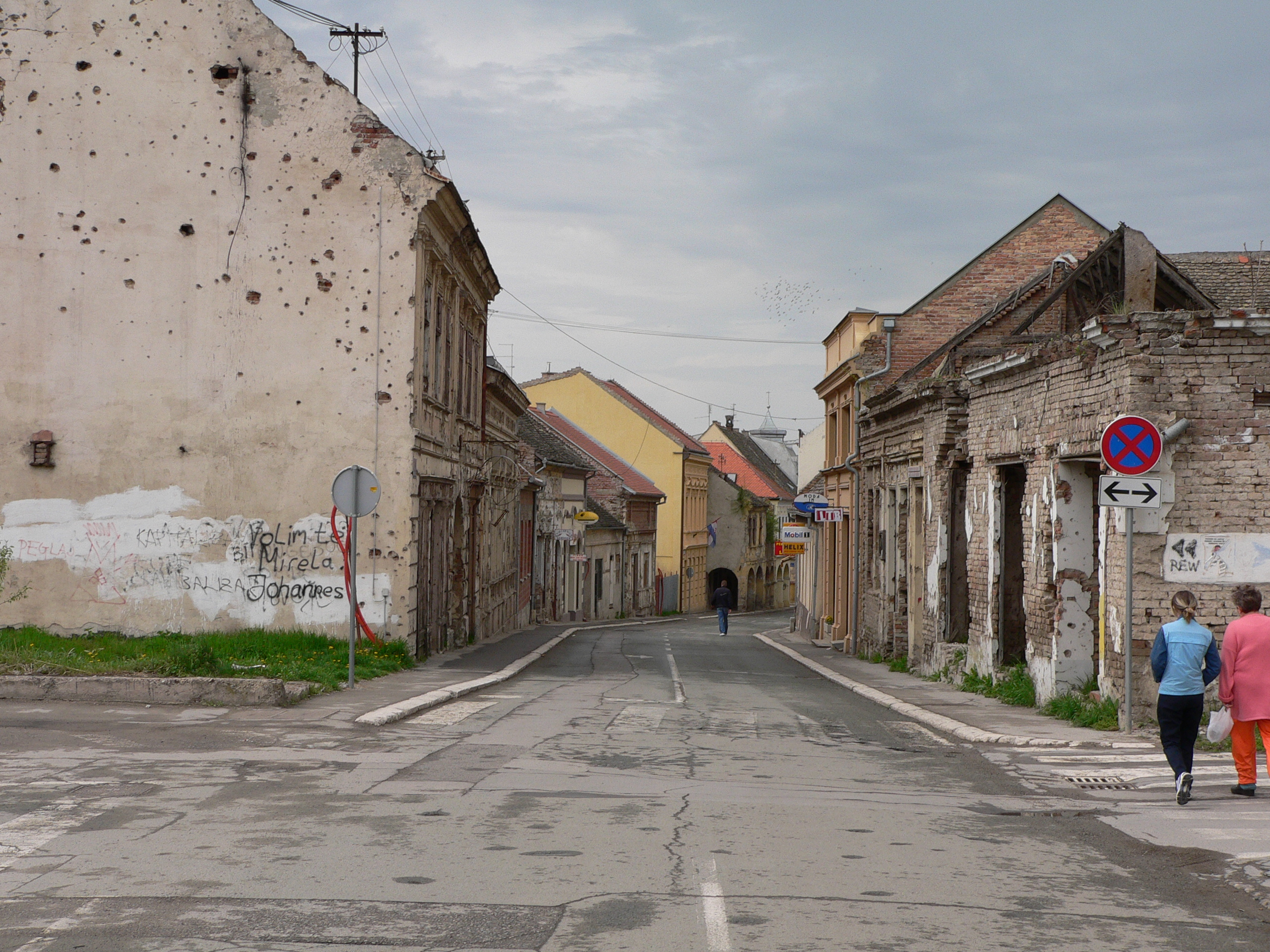
Carrer de Vukovar amb restes de metralla de la batalla

## Composició ètnica de Vukovar
La regió va experimentar grans canvis demogràfics després de la Segona Guerra Mundial, quan els seus habitants d'ètnia alemanya van ser expulsats i substituïts per colons d'altres llocs de Iugoslàvia.
Vukovar està situada en un important centre regional a la frontera entre Croàcia i Sèrbia, a l'esquerra del riu de Danubi. És un port fluvial essencial i la capital del que era, abans de la guerra, una àrea ètnicament extremadament mixta. Al municipi, segons el cens de 1991, hi havia 84.189 habitants enregistrats dels quals 36.910 eren croats (un 43,8%), 31.445 serbis (un 37,4%), 1.375 hongaresos (un 1,6%), 6.124 "Iugoslaus" (un 7,3%), i 8.335 (un 9,9%) altres.
Pel que fa només a la mateixa ciutat, estava habitada per aproximadament 40.000 persones amb una clara majoria (un 53%) croata. Els serbis representaven un 36,3%. La majoria del croats vivien al centre de la ciutat, mentre que la majoria del serbis ho feien als suburbis industrials de la ciutat. Abans de 1990, tanmateix, la població de la ciutat estava ben integrada, amb un percentatge particularment alt de matrimonis mixtos i gent que es descrivien com "Iugoslaus", ni serbis ni croats.

## Preludi de la batalla
El 25 de juny de 1991, Croàcia declarava la independència respecte a la República Federal Socialista de Iugoslàvia. Això creà una forta oposició de la minoria sèrbia, que prengué les armes en contra del govern croat en una àmplia àrea del país. Els donaven suport el líder serbi Slobodan Milošević i els comandaments del JNA.
En aquest escenari del conflicte iugoslau, els objectius de Milošević i el JNA eren una mica diferents. El primer procurava donar suport als esforços de les comunitats rebels sèrbies per tal que la Croàcia independent hagués d'associar-se amb una Iugoslàvia dominada pels serbis. Els segons, donaven el suport a la rebel·lió aspirant enderrocar el nou estat croat. El seu anterior cap, Veljko Kadijević, planejava avançar al cor de Croàcia, capturar la capital Zagreb i destruir les seves forces armades. Un element clau en aquest pla era l'ús de forces blindades pesants per capturar la regió de l'Eslavònia occidental, amb majoria de població sèrbia, i llavors avançar cap a l'oest fins a Zagreb.
La regió arrossegava una crisi política des de feia temps. El Partit Nacionaista Croat, HDZ, tenia poca influència directa al municipi de Vukovar, no havent aconseguit cap dels cinc regidors a les eleccions del 1990. El juliol d'aquell any, l'Assemblea Municipal amb domini serbi entrava en conflicte amb el govern nacional quan es negava a donar suport a la nova Constitució croata, que reduïa de categoria política a les minories sèrbies del país. L'assemblea era dominada pel Partit Comunista Croat, proper al Partit Comunista Serbi de Milošević. Un enginyer agrícola serbi, Slavko Dokmanović, fou elegit president de l'assemblea.
Abans de la primavera del 1991, milícies paramilitars de la pròpia Sèrbia s'havien establert en un cert nombre de localitats a l'Eslavònia occidental. Paramilitars comandats pel líder del Parit Serbi Radical, Vojislav Šešelj establien una base al suburbi amb població sèrbia de Borovo Selo a la rodalia de Vukovar. La propaganda militant tant des de Belgrad com des de Zagreb incrementaven la tensió, radicalitzant a la població local i fomentant que cada costat veiés a l'altre com el pitjor del món. Les tensions s'encengueren més amb les accions de membres de la línia dura del HDZ amb atacs contra civils serbis i les seves propietats.

## Primeres etapes del conflicte
Les primeres víctimes a Vukovar arribaven el maig de 1991, quan dos policies croats són portats presos a Borovo Selo. Un destacament de la policia era enviada a rescatar-los el 2 de maig però la resposta va ser amb foc pesant, patint 12 morts i 20 ferits. Els cossos dels morts es mutilaren i es posaren en exhibició. Arran d'aquests assassinats, les relacions entre croats i serbis empitjoraren bruscament i en els mesos següents els atacs entre les dues comunitats s'intensificaren en diferents llocs de Croàcia.
Grups paramilitars serbis i croats comencen una campanya esporàdica de violència i intimidació l'un contra l'altre, però també contra els civils. A Vukovar mateix el comandant de la milícia local, Tomislav Merčep, guanyava "reputació" per la seva brutalitat contra els serbis locals sent finalment destituït del seu càrrec pel govern croat. Com a mínim uns 80 civils serbis foren morts o donats per desapareguts en aquests incidents.
En un esforç per reprendre el control de la situació a Vukovar, el juliol de 1991, el govern de Zagreb destituïa l'assemblea municipal i al seu president, substituint-los per un comissari designat des del govern, Marin Vidić Bili. Però Vidić sembla haver tingut poca influència en qualsevol cas. Durant els mesos de juliol i agost de 1991, el govern croat progressivament anava perdent el control d'Eslavònia occidental a mans de les forces paramilitars i les milícies sèrbies locals, a les quals sovint donaven suport les unitats del JNA instal·lades a l'àrea, que expulsaven els oficials governamentals i instal·laven barricades i camps de mines.
El JNA prenia posicions a l'altre costat del Danubi. Els atacs de morter esporàdics contra Vukovar començaven el juliol, i els d'artilleria de llarg abast a primers d'agost. A finals d'agost, la població de la ciutat havia caigut a només 15.000 persones. Vukovar era en gran part envoltada per territoris controlats pels serbis, i a partir del 24 d'agost va ser sotmesa regularment a atacs aeris. No hi havia, tanmateix, cap intent de capturar-la i la lluita consistia principalment en intercanvis intensos de foc entre croats i serbis.

## Comença la batalla
El setembre del 1991 el govern croat havia perdut el control de gairebé un terç del país. Les seves forces estaven pobrament armades, i, sense accés a armes pesants, eren incapaces de realitzar una oposició eficaç als seus adversaris més ben armats. El JNA, com l'exèrcit nacional de l'antiga Iugoslàvia, encara estava desplegat per tot Croàcia i es veia com una amenaça essencial a la secessió de la república de la federació iugoslava. Estaven actuant obertament en suport de la rebel·lió sèrbia i la majoria dels croats el consideraven una a força hostil.
Per eliminar l'amenaça del JNA i corregir la seva pròpia manca d'armes pesants, 14 de setembre el govern croat llançava un atac contra guarnicions i magatzems d'armes del JNA per tot el territori governat - una ofensiva batejada com la "Batalla de les Casernes". El resultat de l'ofensiva va ser la captura d'alguns magatzems, altres eren destruïts o s'evacuaven després de negociacions. Això permetia a les forces croates obtenir un gran nombre d'armes pesants, eliminava una amenaça estratègica i debilitava la força del JNA.
Les casernes del JNA de Vukovar, al sud, al suburbi de Petrova Gora, van ser atacades pels croats el 14 de setembre davant la impossibilitat de ser capturades. Com a venjança, els paramilitars serbis llançaven un atac al sud-oest de Vukovar des de Negoslavci. 2.000 residents més fugien, comunicant el resultat de massius morts i assassinats civils.
En resposta a la "batalla de les casernes", el JNA activava un nou pla ofensiu estratègic que tenia com a objectiu principal l'Eslavònia occidental.
Els objectius del JNA en la primera etapa de la batalla eren prendre, a part de Vukovar, les àrees no habitades per serbis de l'Eslavònia oriental, per llavors avançar cap a l'oest via Vinkovci i Osijek cap a Zagreb.

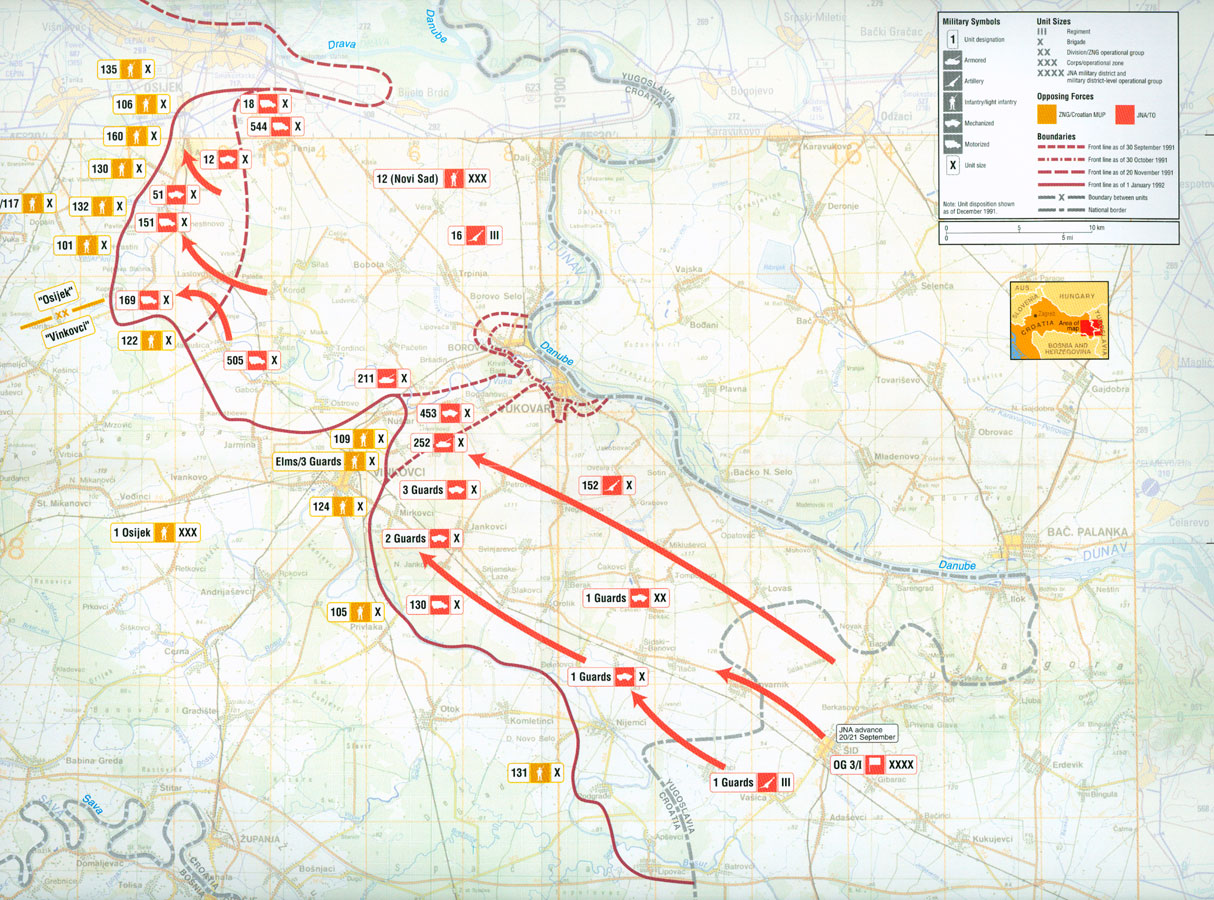
Detall del recorregut del JNA del 19 al 21 de setembre del 1991.

El 19 de setembre una enorme columna de l'exèrcit JNA sortia de Belgrad; els periodistes estrangers informaven que s'estenia per gairebé 10 km i incloïen com a mínim cent tancs, principalment T-55 i M-84, així com blindats pel transport de personal i nombroses peces d'artilleria pesant. La força creuava la frontera croata l'endemà, prop de Šid. Li donaven suport altres unitats del JNA, sobretot el 12è cos (Novi Sad), avançant des de la província de Voivodina de Sèrbia.
Pocs problemes experimentaren en els primers dies de la campanya, i els JNA aprofitaven el temps per expulsar els no-serbis de les comunitats mixtes que es trobaven, com a Ilok. Les bosses de defensors croats a la rodalia de Vukovar retrocediren cap a Vukovar. La 1a Divisió Mecanitzada del JNA arribava ràpidament a les casernes de la ciutat i alçava el setge croat amb facilitat i encerclava Vukovar. Abans del 30 de setembre la ciutat ja era gairebé completament envoltada; totes les carreteres dins i fora de la ciutat eren bloquejades i només es podia entrar, perillosament exposat, via una pista a través d'un camp de blat de moro.
Vukovar es tallava definitivament quan l'1 d'octubre es capturava el poble veí de Marinci. Poc temps després, el comandant Mile Dedaković traspassava la línia sèrbia per arribar a Vinkovci. El seu lloc era ocupat pel seu suplent Branko Borković (conegut com a "Mladi Jastreb", o Falcó Jove). Una contraofensiva croata es muntava durant la segona setmana d'octubre en un esforç per trencar el setge i això succeïa al reconquerir Marinci. Tanmateix, la contraofensiva era suspesa pel president croat Franjo Tuđman, aparentment a instàncies dels negociadors de la Comunitat Europea que intentaven obtenir un alto el foc. La pausa permetia a la 252a Brigada Blindada del JNA reconquerir Marinci el 14 d'octubre tot consolidant el territori capturat. Vukovar era ara plenament assetjat.

## El setge de Vukovar

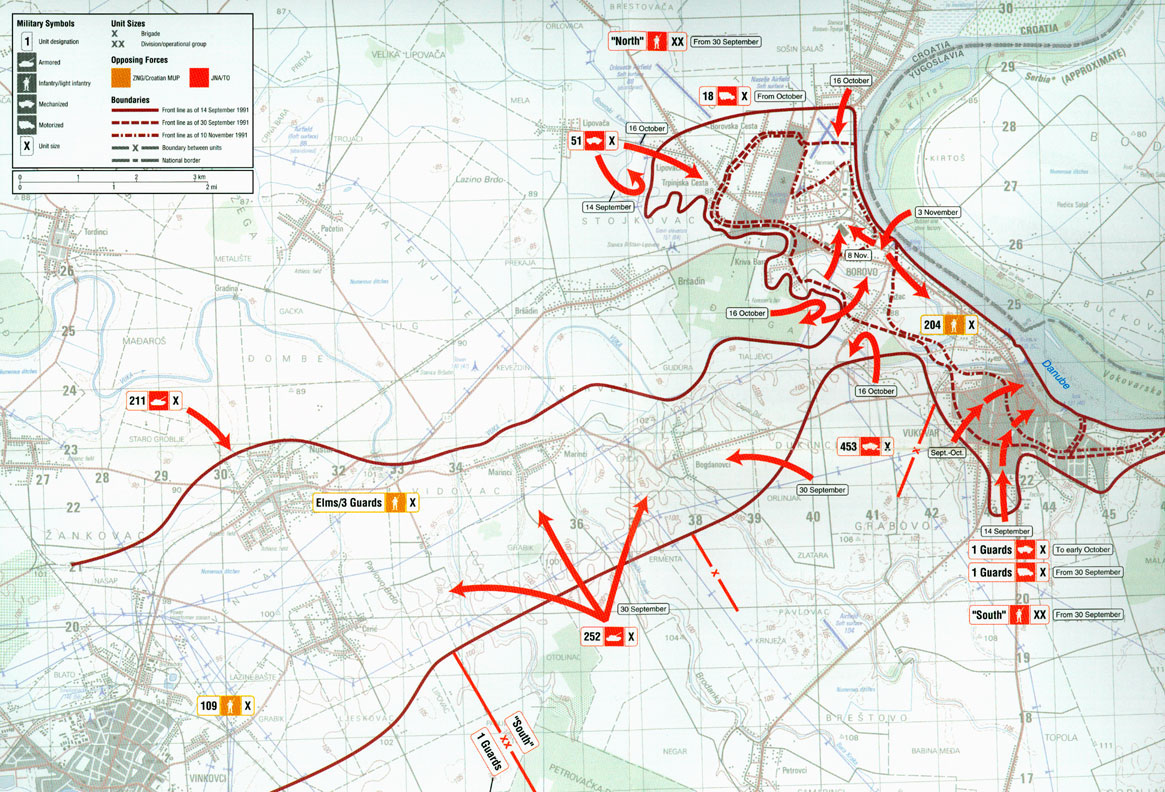
Mapa de l'encerclament de Vukovar de setembre a novembre del 1991.

Des de mitjans d'octubre de 1991 fins a la caiguda de la ciutat de mitjan novembre, Vukovar estava envoltada totalment pel JNA i forces sèrbies. Els habitants que quedaven - que incloïen uns quants milers de serbis - es refugiaven en grans búnquers nuclears construïts durant la guerra freda com a assegurança contra una invasió soviètica. S'establia un comitè de crisi, operant des d'un d'ells sota l'hospital municipal. Organitzaven el subministrament de menjar, aigua i medicaments, es mantenien un mínim de civils vigilant els carrers i es tenia com a mínim un metge i infermer assignats a cada refugi.
L'hospital es mantenia operatiu tractant centenars de persones ferides, la majoria civils. Malgrat que l'edifici estava marcat clarament amb el símbol de la Creu Roja es bombardejava junt amb la resta de la ciutat. El 4 d'octubre la Força Aèria Iugoslava, que l'atacava, en destruí la sala d'operacions.
Malgrat la superioritat en nombre i potència de les forces que atacaven, eren incapaces de desplaçar als defensors croats. Els intents del JNA d'assaltar la ciutat es convertien una vegada i una altra amb pèrdues en mà d'obra i equipament. Gran part dels reclutes tenia poca formació per a combat urbà i poc desig d'emprendre'l per la seva perillositat. A més el seu armament pesant no s'ajustava a aquest tipus de combat. Per aquest motiu, es recorria a intensius bombardeigs d'artilleria de llarg abast que tenien el suport dels atacs aeris ocasionals. Al final d'octubre, gran part de Vukovar s'havia reduït a ruïnes. Irònicament, tanmateix, això donava avantatge als defensors; com l'Exèrcit Roig s'havia trobat a Stalingrad cinquanta anys abans, una ciutat destruïda oferia moltes més posicions defensives que una d'intacte.
La pobra actuació del JNA havia estat una sorpresa negativa per l'alt comandament de l'exèrcit a Belgrad. A principis d'octubre, el general Života Panić, es posava al davant de l'operació Vukovar. Era acompanyat a les primeres línies pel Cap de Personal del JNA, Blagoje Adžić. Ambdós s'horroritzaren per la situació de caos que van trobar.
Panić ràpidament feia canvis essencials, integrant els paramilitaries a l'estructura militar del JNA i implantant una cadena única de comandament amb ell al capdavant. Els reclutes poc motivats es reemplaçaven per voluntaris serbis nacionalistes allà on era possible. Aquesta decisió del Ministeri de l'Interior serbi va ser crucial. S'organitzaren voluntaris dels partits nacionalistes per enviar-los a l'Eslavònia occidental. Encara que relativament poc entrenats, ho compensaven amb xenòfobia.

## El final de la batalla
La batalla era finalment acabada per un JNA organitzat pel general Života Panić a finals d'octubre de 1991. Panić havia identificat la debilitat clau del JNA que era la seva incapacitat de fer un atac coordinat amb tropes ben motivades i proveïdes. Els defensors croats havien pogut prèviament derrotar el JNA que atacava per un únic sector i desorganitzat, però no tenia els efectius necessaris per derrotar un atac coordinat contra sectors múltiples.
El 30 d'octubre, el JNA es llançava a un definitiu atac amb tropes d'infanteria ben entrenades i enginyeria que sistemàticament forçaven el seu camí a través de les defenses croates. Les forces paramilitars estaven acostumades a aquest tipus d'assalts. Les forces del JNA, dividides en dos sector pel nord i pel sud, atacaven múltiples punts simultàniament; els defensors eren incapaços de rebutjar tal atac. El 3 de novembre les tropes de JNA llançaven un atac amfibi a través del Danubi per trobar-se amb paramilitars serbis anomenats "Tigres", dirigits per l'Arkan. Això partia el perímetre de Vukovar per la meitat, aïllant una bossa de defensors croats al suburbi de Borovo Naselje. Tot i així, resistien fins al 16 de novembre.
Pel sud, el "Grup Operacional del Sud" del JNA sistemàticament aclaria el centre de la ciutat, aïllant els defensors restants. Un turó clau era capturat el 9 de novembre, donant una visió clara de la ciutat als atacants. L'agressió era en gran part portada per tropes paramilitars, amb el suport del JNA, especialment en operacions antimines i l'artilleria. Abans del 15 de novembre els defensors s'havien reduït a bosses aïllades, i el 18 de novembre es rendien.